# Pandora (Ohio)
Pandora es una villa ubicada en el condado de Putnam en el estado estadounidense de Ohio. En el Censo de 2010 tenía una población de 1153 habitantes y una densidad poblacional de 480,23 personas por km².

## Geografía
Pandora se encuentra ubicada en las coordenadas 40°56′52″N 83°57′42″O / 40.94778, -83.96167. Según la Oficina del Censo de los Estados Unidos, Pandora tiene una superficie total de 2.4 km², de la cual 2.34 km² corresponden a tierra firme y (2.59%) 0.06 km² es agua.

## Demografía
Según el censo de 2010, había 1153 personas residiendo en Pandora. La densidad de población era de 480,23 hab./km². De los 1153 habitantes, Pandora estaba compuesto por el 97.22% blancos, el 0.35% eran afroamericanos, el 0.26% eran amerindios, el 0% eran asiáticos, el 0% eran isleños del Pacífico, el 1.56% eran de otras razas y el 0.61% pertenecían a dos o más razas. Del total de la población el 3.38% eran hispanos o latinos de cualquier raza.